# Guerra de Margallo
La «Guerra de Margallo» o Primera Guerra del Rif, o Segunda guerra de Melilla es una campaña de las guerras de España en Marruecos que tuvo lugar entre 1893 y 1894. En este caso, la lucha no fue contra el sultanato de Marruecos, como había sucedido 34 años antes en la llamada guerra de África de 1859 a 1860, sino contra las tribus o cabilas que rodeaban Melilla.
El nombre de «Guerra de Margallo» viene del apellido del entonces gobernador de Melilla, Juan García y Margallo, quien colmó el vaso en las tensas relaciones entre españoles e indígenas al comenzar la construcción de una fortificación cerca de la tumba de una persona santa para las tribus que habitaban la zona. De este modo, en poco tiempo, un grupo de unos 6000 guerreros descendió de las montañas para rodear y sitiar la ciudad de Melilla.

## Antecedentes
Tras la llamada guerra de África de 1859, España había expandido notablemente sus territorios en el norte de Marruecos, incluyendo la extensión que las ciudades de Ceuta y Melilla habían añadido a sus términos municipales a costa de los terrenos circundantes. Este factor fue aprovechado para intentar aumentar las defensas en ambas ciudades, que se consideraban notablemente vulnerables. Las obras se vieron incrementadas en presupuesto y velocidad de construcción gracias a que la prensa aireó ciertos incidentes en el norte de África. Entre ellos destaca la captura de seis comerciantes españoles por parte de algún grupo armado en el norte de Marruecos. El equipo de rescate, compuesto por el crucero Isla de Luzón, llegó a la conclusión de que los seis habían sido ya vendidos como esclavos. Los esfuerzos para reforzar las defensas de la ciudad de Melilla se incrementaron, especialmente en Punta de Cabiza y Punta Dolossos. Una de estas construcciones iba a llevarse a cabo cerca de la tumba de un santo de las cabilas, Sidi Guariach, lo que exasperó los ánimos de los nativos.

## Asedio de Melilla
La guerra comenzó el 3 de octubre de 1893, cuando unos 6000 guerreros, procedentes de treinta y nueve cabilas y armados con rifles Remington, descendieron de las montañas y atacaron a los cerca de 400 soldados que guardaban la periferia de la ciudad. Los soldados lucharon durante todo el día sufriendo veinte muertos, mientras la ciudad se aprestaba a la defensa y sus ciudadanos se refugiaban detrás de las murallas. Aunque se organizó una milicia civil para ayudar en la defensa, la gran desproporción numérica entre atacantes y defensores era tal que, finalmente, estos últimos se vieron obligados a retirarse.[cita requerida]
Debido a la ausencia de armamento pesado, los atacantes trataron de tomar la ciudad asaltándola a cuerpo descubierto y escalando las murallas. Sin embargo, los españoles, al contrario que los bereberes, sí disponían de armamento pesado. La artillería, unida a los modernos fusiles Mauser Modelo 1893 que portaban los infantes españoles, causó en los atacantes cerca de 160 bajas, obligándoles a retirarse. Rechazado ese día el primer ataque, la artillería comenzó a bombardear a las tribus rebeldes, pero uno de esos disparos acertó en una de las mezquitas derruyéndola. Este incidente convertiría la rebelión en una guerra santa.[cita requerida]

### Respuesta española

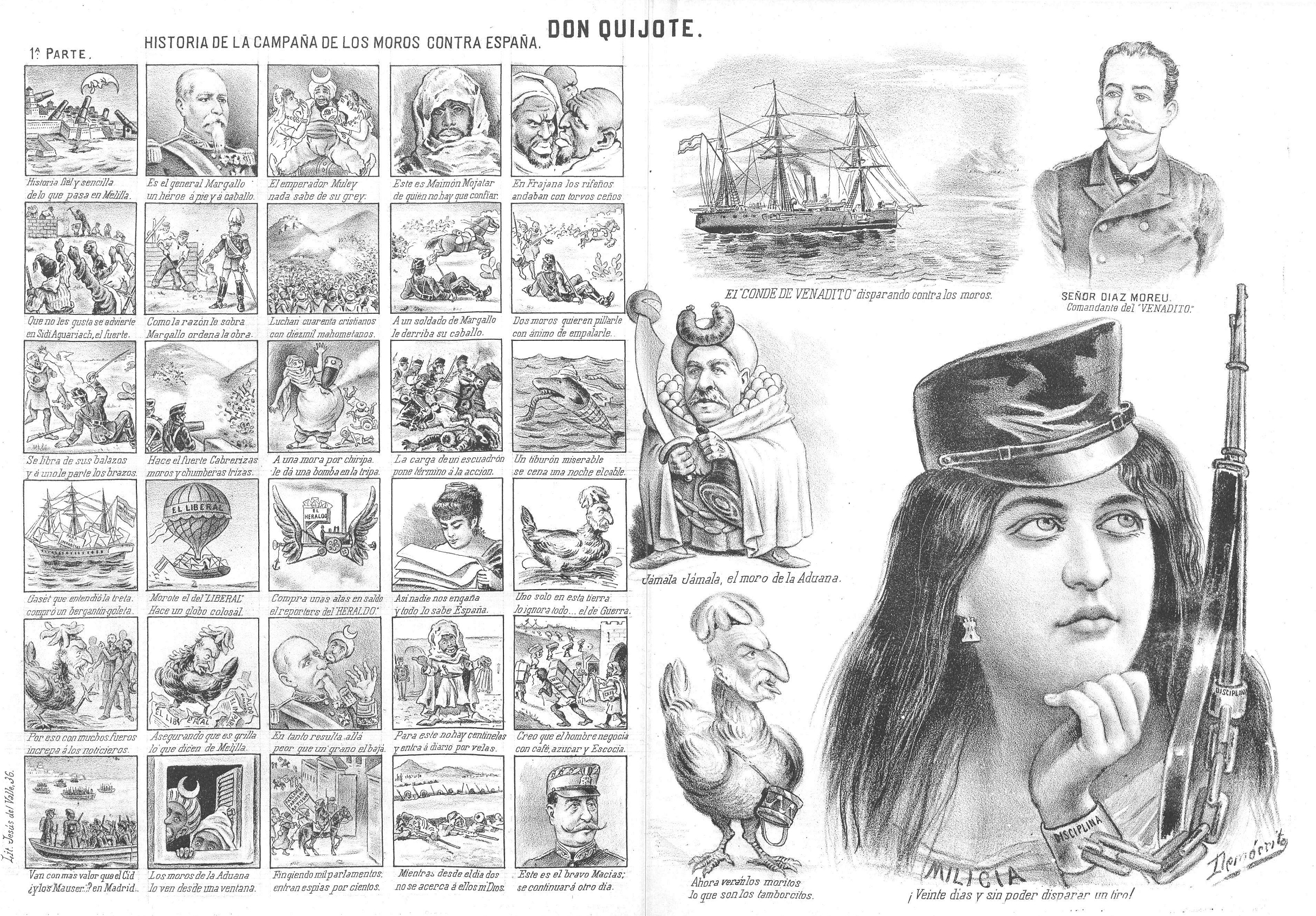
Tira de viñetas en la revista satírica española Don Quijote, dibujo firmado por Eduardo Sojo «Demócrito».

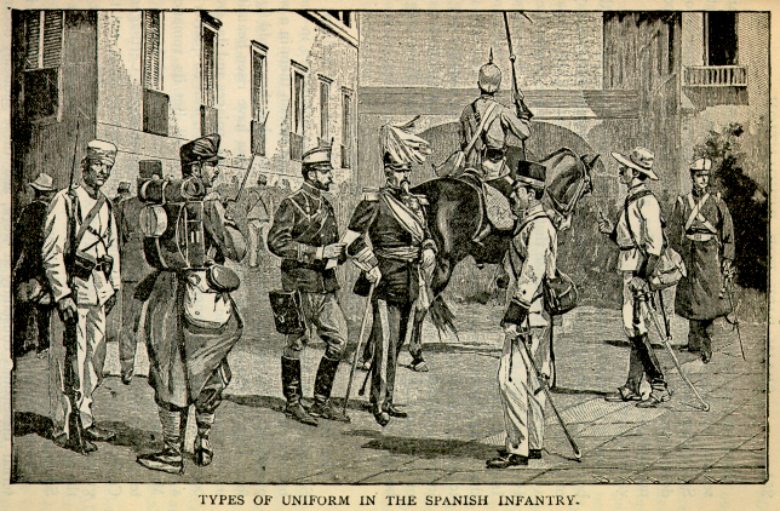
Tipos de uniformes en la infantería española.

En España la reacción no se hizo esperar y se puso en alerta la flota, se movilizó el ejército de Andalucía y se envió a la fragata Numancia y dos cruceros no protegidos: el Isla de Cuba y el Conde de Venadito. Al menos 3000 soldados fueron trasladados a los puertos, listos para ser embarcados. Las bajas totales de ese día para los españoles ascendieron a 21 muertos y 100 heridos.[cita requerida] Al día siguiente, día 4, la Numancia bombardeó numerosas tribus rebeldes. Así mismo, nueva artillería llegó hasta Melilla.[cita requerida]  Al no contarse con barcos suficientes para transportar tantos soldados, el ministro de la Marina ordenó a Manuel de la Cámara y Livermore que organizara el transporte de los efectivos.
Por su parte, la noticia de la mezquita destruida por la artillería se extendió por todo Marruecos, y comenzó a llegar gente de todo el país para unirse a la yihad. Para el día 5, las fuerzas marroquíes ya se componían de unos 20 000 hombres a pie y 5000 a caballo.

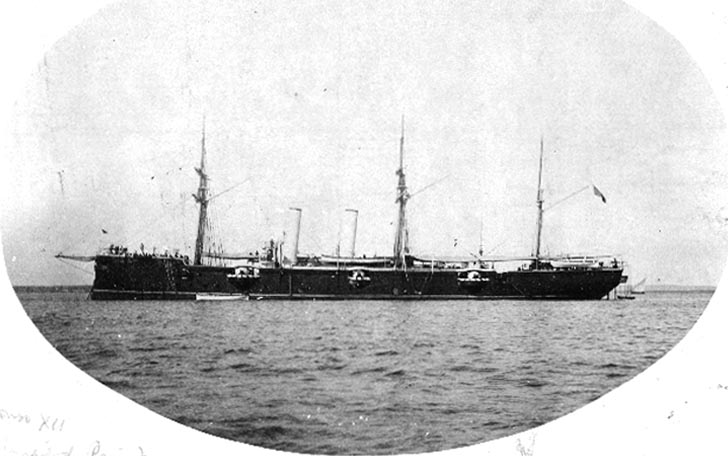
El crucero Alfonso XII en los años 1890.

En las semanas siguientes se mantuvo una calma tensa mientras la diplomacia actuaba. El sultán de Marruecos Hassan I daba la razón a España y reconocía su derecho a construir dichas fortificaciones.[cita requerida] Sin embargo, la ausencia de firmeza a la hora de pacificar a sus súbditos enfurecía al gobierno español, que se encontraba en una delicada situación, con su ejército y economía cargando con todo el peso de las operaciones, mientras que el sultanato no hacía nada por volver al statu quo ante bellum. Finalmente, el sultán envió un contingente al mando de Baja-el-Arbi para restablecer el orden, pero fueron derrotados por los cabileños, empeorando aún más las relaciones con el sultanato.[cita requerida]
Durante todo este tiempo y las semanas siguientes, la lucha se centró en los fuertes de Camellos y San Lorenzo, hasta que los rifeños consiguieron destruirlos. Por ello, el gobernador Margallo envió otro contingente y trabajadores para cavar nuevas trincheras en los fuertes de Cabrerizas y Rostro Gordo, más defendibles al estar al amparo de la artillería de la ciudad.

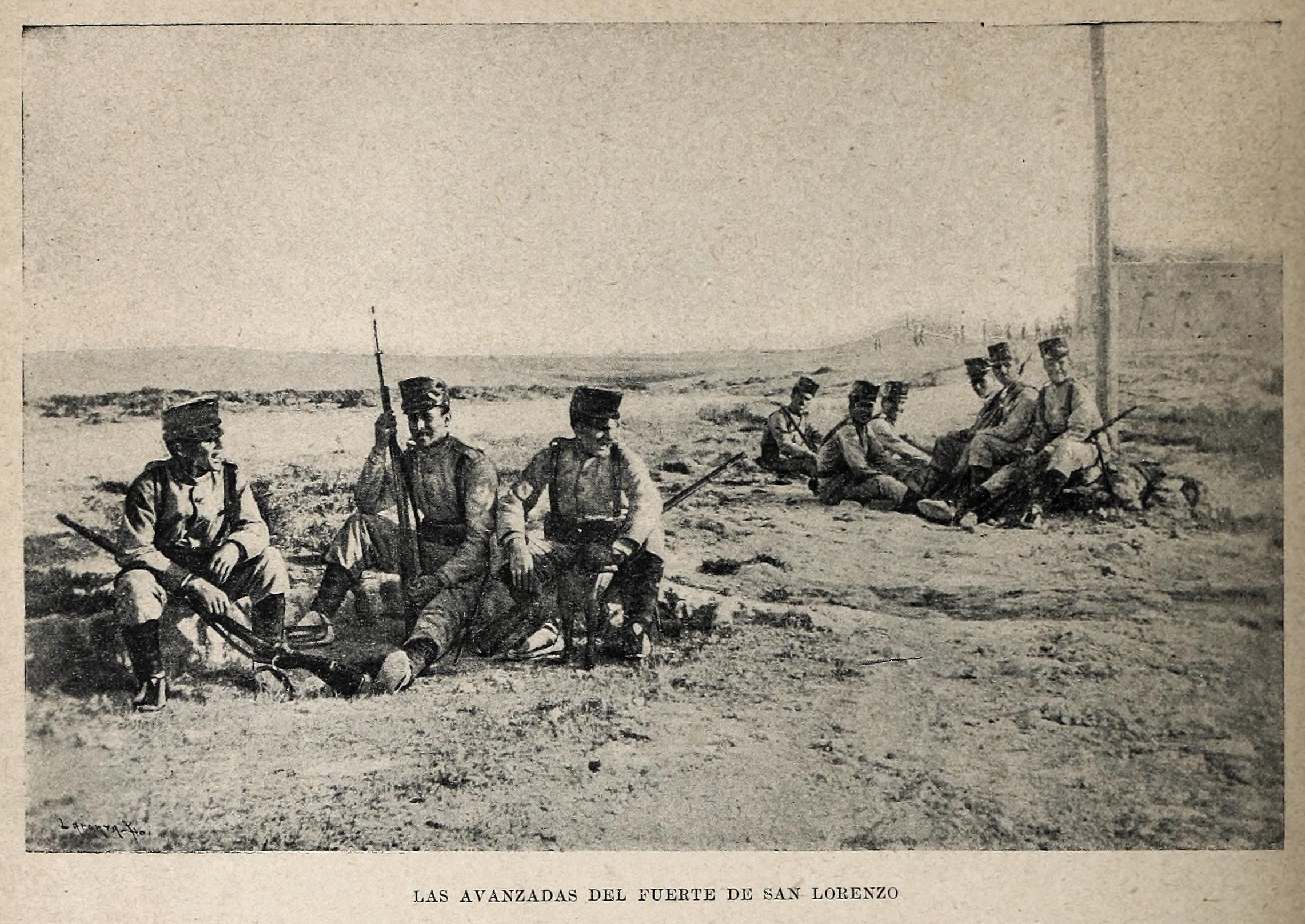
Las avanzadas del Fuerte de San Lorenzo, en Melilla (Blanco y Negro, 4 de noviembre de 1893).

El 22 de octubre, el crucero Conde de Venadito entró por el Río de Oro, disparó 31 salvas a las trincheras de los rifeños y regresó al puerto de Melilla sin ningún daño. El día 27, 5000 bereberes atacaron y tomaron la colina Sidi Guariach pese al apoyo de los cañones del Venadito y de las baterías de la ciudad, obligando al gobernador Margallo y al general Ortega a abandonar los fuertes y refugiarse en la ciudad.

### Salida del general Margallo

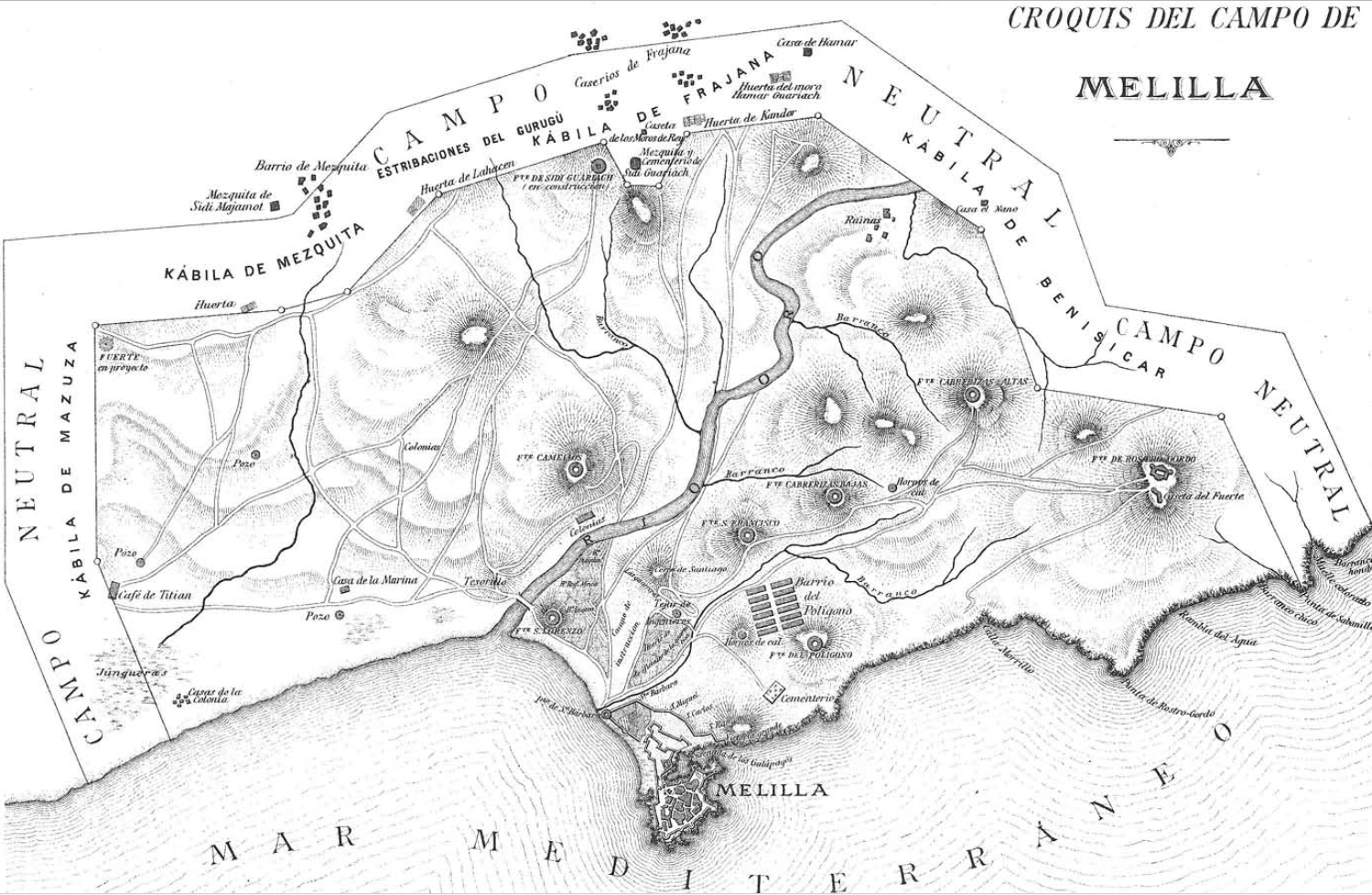
Croquis del campo de Melilla, en La Ilustración Artística, 13 de noviembre de 1893.

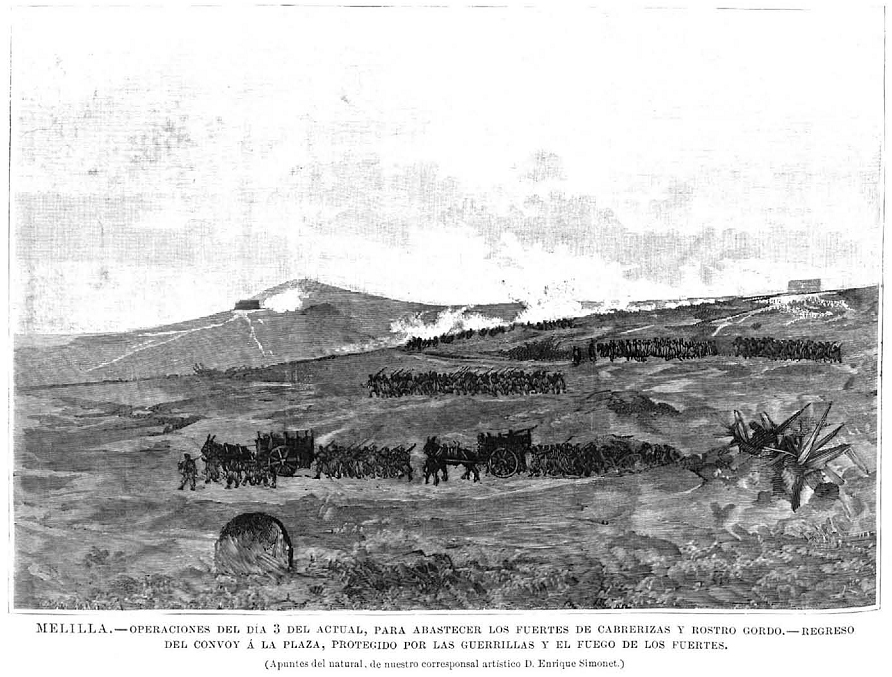
Operaciones del 3 de noviembre de 1893 para abastecer los fuertes de Cabrerizas y Rostro Gordo, regreso del convoy a la plaza, protegido por las guerrillas y el fuego de los fuertes, en La Ilustración Española y Americana.

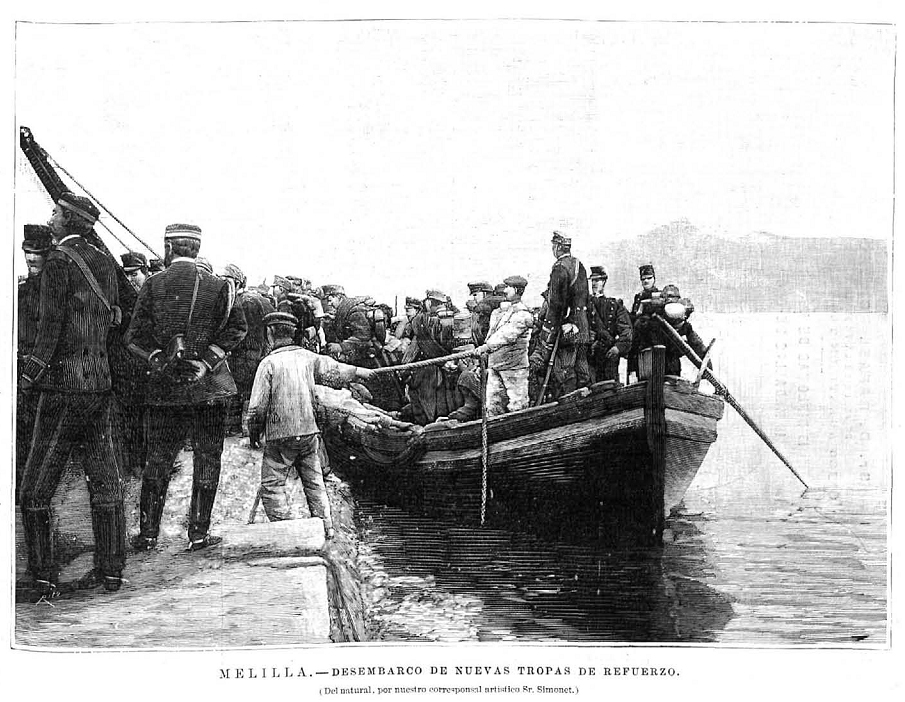
Desembarco de nuevas tropas de refuerzo, noviembre de 1893, La Ilustración Española y Americana.

Al día siguiente, día 28, el general Margallo organizó un contraataque destinado a recuperar las fortificaciones de Cabrerizas y Rostro Gordo. Al mando de 2000 soldados, se enfrentó a los 3000 rifeños allí atrincherados, a los que pronto se unieron otros 6000 de refuerzo. Con este nuevo refuerzo, estos intentaron flanquear a los españoles. Margallo interpretó este hecho erróneamente, pensando que el centro de los rifeños se dispersaba presa del pánico, de modo que ordenó cargar contra las trincheras rifeñas, siendo rechazado con terribles bajas. En ese momento parece que se dio cuenta de la realidad de la situación y empezó a sopesar la retirada, pero minutos más tarde fue abatido de un disparo en la cabeza. Ante esta dramática situación, de poco sirvieron las actuaciones del general Ortega en la retaguardía para evitar la desbandada, ya que en poco tiempo las tropas españolas comenzaron a huir en completo desorden hacia la ciudad. Durante esta acción destacó un joven y por entonces desconocido teniente llamado Miguel Primo de Rivera, quien más tarde sería recompensado por sus acciones con la más alta distinción, la Cruz Laureada de San Fernando y la promoción a capitán. Según el informe oficial español, las bajas de esta acción fueron 70 muertos, incluyendo al propio gobernador, y 122 heridos; sin embargo, diversas fuentes apuntan a que las bajas reales fueron mucho mayores. 
Las noticias de la derrota convencieron al gobierno de mandar ese mismo día otros tres regimientos de caballería y cuatro batallones de infantería más de refuerzo. Así, el 29 de octubre se vuelve a intentar otro ataque, éste bajo el mando del general Ortega, con 3000 soldados, logrando su objetivo y expulsando a los rifeños de sus trincheras en Cabrerizas. Pese al éxito parcial de esta última acción, no se logra romper el cerco a la ciudad.

## Tablas
De esta forma noviembre comenzó y continuó en tablas. Con las playas en manos de los rifeños, el desembarco de caballos, tropas y suministros se convirtió en una tarea realmente compleja. Por otra parte, los rifeños empezaron a extender las trincheras y construyeron posiciones fortificadas, cortando las comunicaciones con los fuertes. La única forma de abastecerlos era con salidas nocturnas.
Los españoles crearon unidades de búsqueda y destrucción del enemigo, formadas por convictos y mandadas por oficiales, cuya función era emboscar por la noche a las patrullas rifeñas. Su arrojo y crueldad despertaron la imaginación de la prensa extranjera, a la vez que aterraron a los rifeños.
Al finalizar noviembre los españoles habían perdido 12 oficiales y 100 soldados, mientras que los rifeños habían tenido más de 500 bajas, la mayoría muertos durante los bombardeos.

## Condecorados españoles
En esta guerra, dos soldados españoles recibieron la distinción de la Cruz laureada de San Fernando, máxima distinción militar española. Los dos soldados que la recibieron fueron el capitán Juan Picasso y el teniente Miguel Primo de Rivera.

## La paz

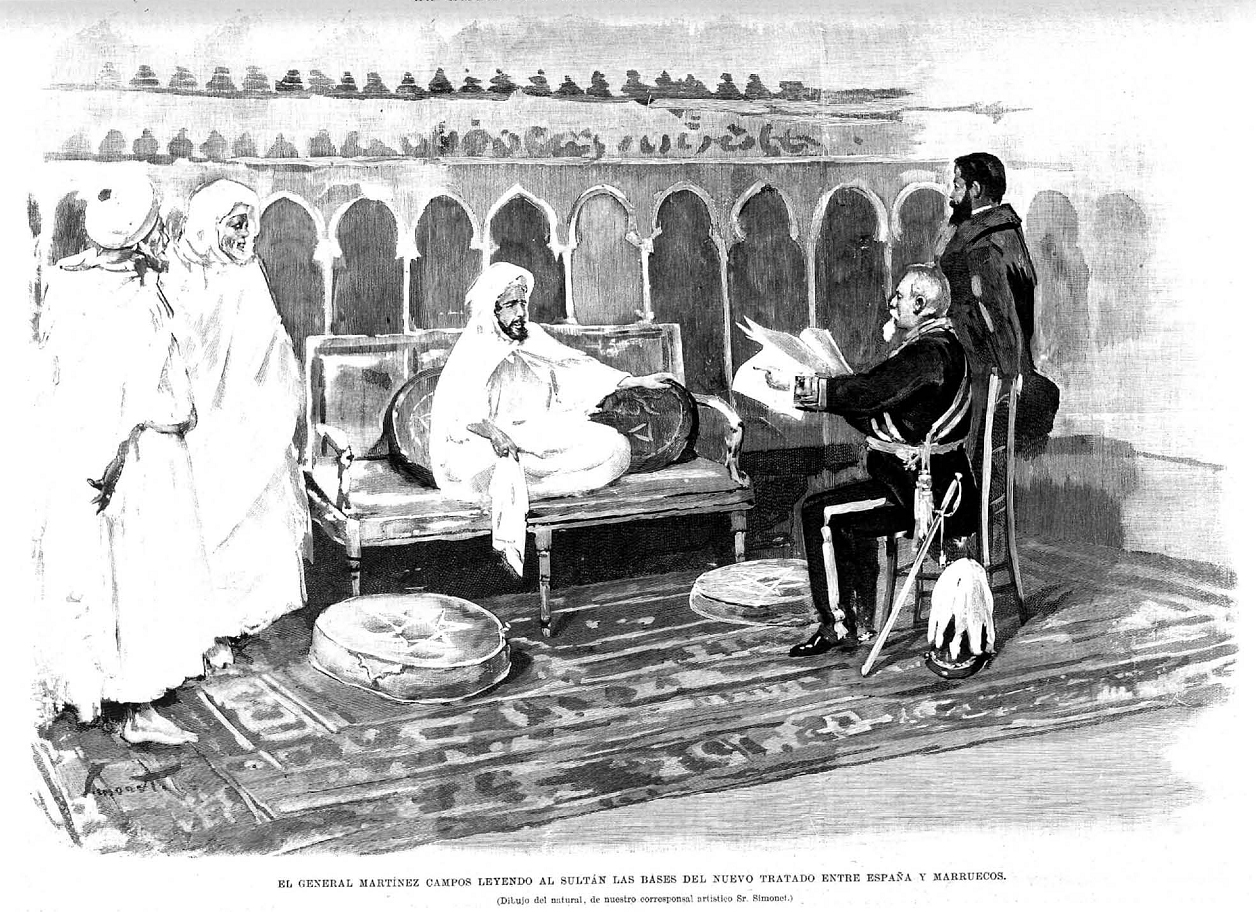
El general Martínez Campos leyendo al sultán las bases del nuevo tratado entre España y Marruecos, de Enrique Simonet, en La Ilustración Española y Americana.

Con la llegada de los cruceros Alfonso XII e Isla de Luzón, España comenzó a aplicar sobre las posiciones rifeñas toda su potencia naval, sometiéndolas a un intenso bombardeo sin descanso desde la costa. El bombardeo fue de tal intensidad que el 6 de noviembre los rifeños enviaron una delegación con una propuesta para entablar las negociaciones de paz. Cuando los españoles comprobaron que los rifeños no estaban dispuestos a rendirse, se reinició el bombardeo noche tras noche, usando por primera vez en la historia reflectores eléctricos para localizar objetivos.
En España, la hasta ahora aletargada maquinaria militar comenzó a despertar, recibiendo el general Macías, sucesor de Margallo, suficientes tropas para recuperar el control de la situación y reconstruir las defensas de Melilla. Así, el 27 de noviembre el general Martínez Campos llegaría a Melilla al mando de más de 7000 efectivos, suficientes ya para formar dos cuerpos de ejército. En abril de 1894, Martínez Campos se reunió con el embajador de Marruecos para negociar directamente la paz con el sultán.

## Consecuencias
Las potencias europeas observaron desde la lejanía, pero con mucha atención, los acontecimientos que se desarrollaban en Marruecos. Francia, que buscaba un aliado para sus propios planes en la región, animó a España a expandir su territorio por Marruecos. Madrid, sin embargo, poco interesada en crear un imperio en África y cuidadosa para no crear tensiones con el Imperio británico (que veía la extensión territorial de España por el estrecho de Gibraltar con alarma), solo solicitó aquellos territorios que el sultán estuviese dispuesto a ceder. Esto no desalentó las ambiciones francesas y, posteriormente, por la Conferencia de Algeciras (1906) y el Tratado de Fez de 1912, Marruecos resultó dividido en dos: una parte para España y otra para Francia.
Asimismo, a consecuencia de esta pequeña guerra se le concedió a Melilla su propio cuerpo de la Guardia Civil.
Los caídos se encuentran sepultados en el Panteón Margallo en el cementerio municipal de la Purísima Concepción de Melilla.